# Bahnhof Harrow-on-the-Hill

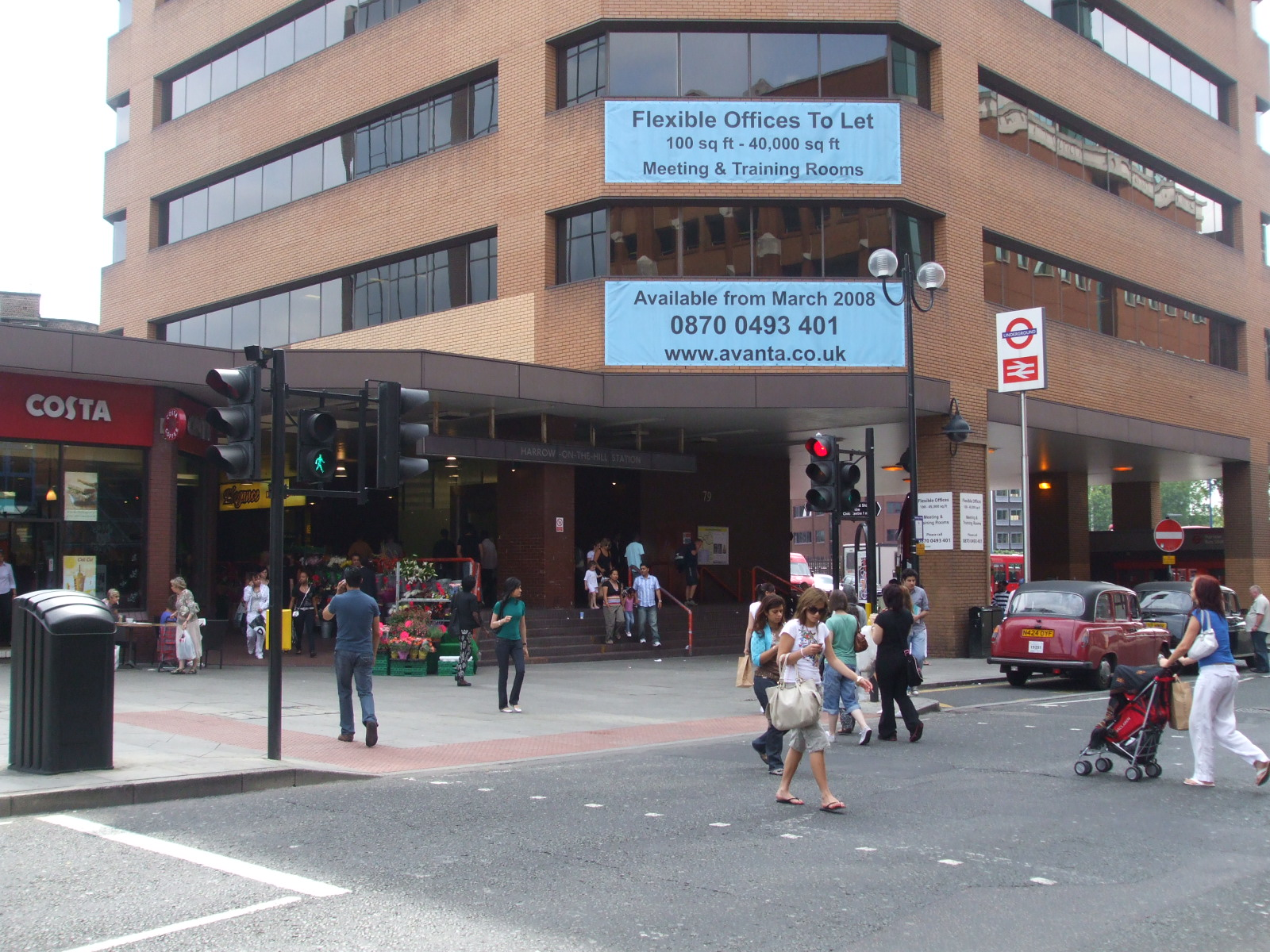
Nordeingang des Bahnhofs

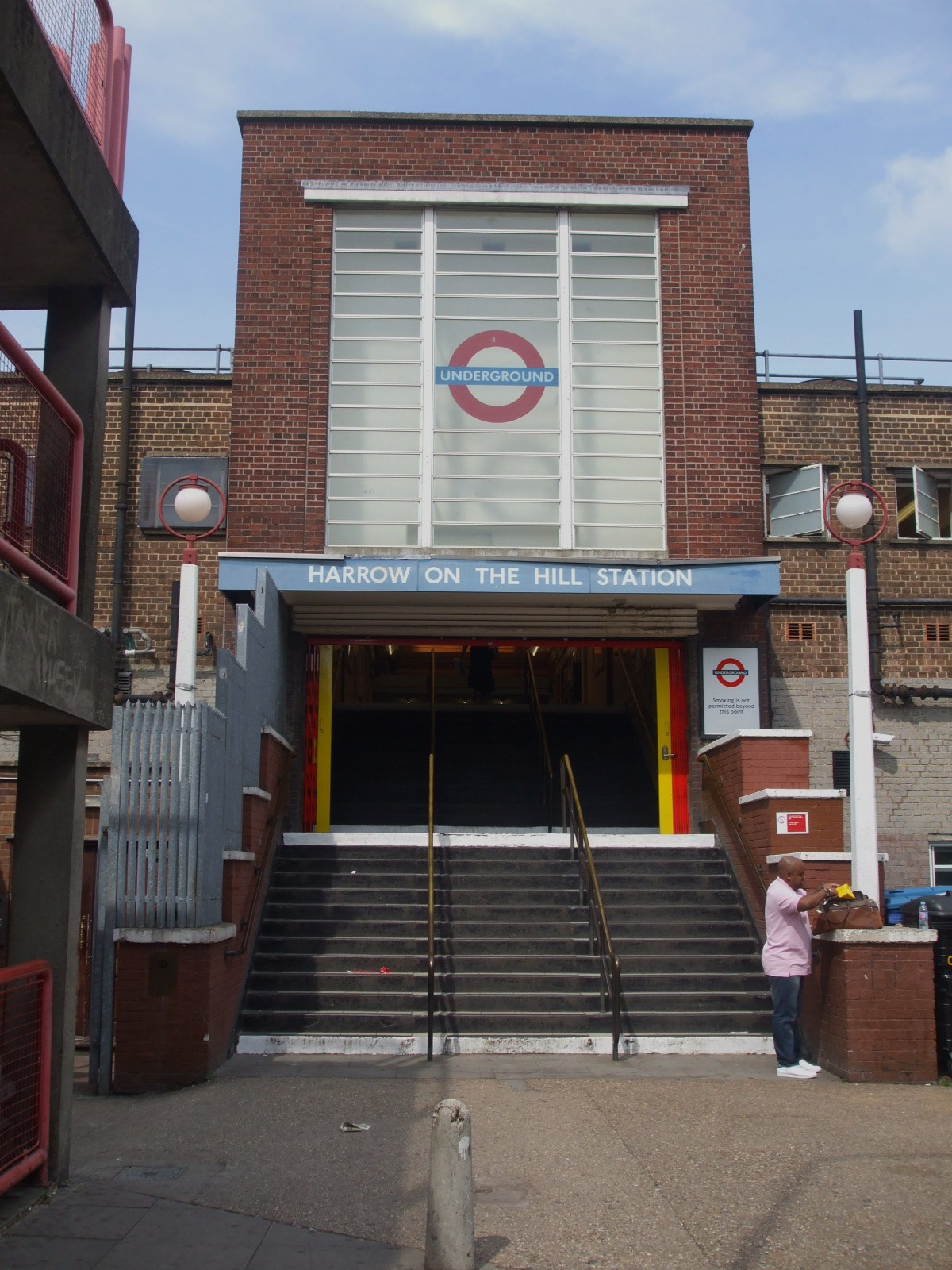
Südeingang

Harrow-on-the-Hill ist ein Bahnhof im Stadtbezirk London Borough of Harrow. Der bedeutende Verkehrsknotenpunkt liegt in der Travelcard-Tarifzone 5. Er wurde im Jahr 2013 von 9,21 Millionen U-Bahn-Fahrgästen frequentiert, hinzu kommen 1,411 Millionen Fahrgäste der Eisenbahn. Der Bahnhof wird einerseits von der Metropolitan Line der London Underground bedient, andererseits von Schnellzügen der Bahngesellschaft Chiltern Railways, die ihren Ausgangspunkt im Londoner Bahnhof Marylebone haben.
Die Anlage besteht aus sechs Durchgangsgleisen. Zwei Gleise werden normalerweise von Chiltern Railways genutzt, vier von der Metropolitan Line. Die Anordnung der Gleise erlaubt aber auch eine flexiblere Betriebsführung. Es gibt zwei Eingänge: Der südliche befindet sich an der Straße Station Approach, der nördliche an der College Road beim Busbahnhof. Etwa einen Kilometer westlich verzweigt sich die Strecke in zwei Äste nach Uxbridge bzw. Amersham.
Die Eröffnung des Bahnhofs Harrow erfolgte am 2. August 1880 durch die Metropolitan Railway (Vorgängergesellschaft der Metropolitan Line). Er war zunächst fünf Jahre lang Endstation und lag im Zentrum jenes Gebietes, das später unter dem Namen Metro-land bekannt wurde. Am 25. Juni 1885 verlängerte man die Strecke weiter in Richtung Nordwesten. Am 1. Juni 1894 erhielt der Bahnhof seinen heutigen Namen. Züge der Gesellschaft Great Central Railway verkehrten erstmals am 15. März 1899 zwischen London-Marylebone und Aylesbury. Am 4. Juli 1904 wurde die Strecke in Richtung Uxbridge eröffnet.